# Proacidalia rubescens
Proacidalia rubescens är en fjärilsart som beskrevs av Ruggero Verity 1950. Proacidalia rubescens ingår i släktet Proacidalia och familjen praktfjärilar. Inga underarter finns listade i Catalogue of Life.